# Mario Trabucchi
Mario Renato Orlando Trabucchi (Terni, 29 ottobre 1908 – Pantelleria, 13 novembre 1942) è stato un militare e aviatore italiano, decorato con una Medaglia d'oro al valor militare alla memoria durante il corso della seconda guerra mondiale.

## Biografia
Nacque a Terni il 29 ottobre 1908, figlio di Pietro e di Violante Zuppante. In seguito agli studi tecnici presso la scuola Pietro della Valle, frequentò la scuola d'educazione fisica. Poi, nel marzo del 1927, si arruolò volontario nella Regia Aeronautica in qualità di allievo sergente pilota.
Promosso sergente nel luglio 1928, fu assegnato alla specialità bombardamento marittimo prestando servizio dapprima presso l'86º Gruppo BM a Cadimare e poi, promosso sergente maggiore nel gennaio 1935, fu trasferito al 12º Stormo bombardamento terrestre. Il 27 settembre 1937 partì volontario per combattere nella guerra di Spagna, assegnato all'Aviazione Legionaria. Rimase in Spagna fino al settembre 1938, e al rientro in Italia venne promosso maresciallo di terza classe e decorato con una Medaglia di bronzo al valor militare. Mobilitato all'atto della dichiarazione di guerra a Francia e Gran Bretagna fu assegnato al 41º Stormo bombardamento terrestre nelle cui file partecipò ai combattimenti sul fronte occidentale. Partecipò alle operazioni iniziali sul fronte greco-albanese, e verso la fine dell'anno partì per l'Africa Settentrionale Italiana ritornando in Patria con il suo reparto nel gennaio 1941. Fu di stanza a Ciampino, poi a Ferrara e infine a Grottaglie.
Nell'aprile del 1942 fu promosso maresciallo di prima classe, e assegnato alla 47ª Squadriglia, 37º Gruppo, 45º Stormo da Trasporto, equipaggiata con i Savoia-Marchetti S.M.82. Partecipò alle operazioni di rifornimento verso l'A.S.I. e poi verso la Tunisia.

### L'ultima missione
Il 12 novembre cinque S.M.82 decollarono dall'aeroporto di Tripoli per raggiungere Castelvetrano, in Sicilia. Si trattava degli esemplari MM.60805 del 48º Stormo, e delle MM.60329, 60776, 60795 e 60706 del 47º Stormo, con ai comandi rispettivamente il tenente pilota Vercillo, il ten. pil. Mantelli, il ten. pil. Cefalo, il maresciallo Trabucchi e il ten. pil. Altieri. I cinque velivoli giunti sull'isola di Lampione furono attaccati da sei cacciabombardieri Bristol Beaufighter della Royal Air Force. Nell'impari combattimenti tre S.M.82 furono abbattuti e precipitarono in mare, mentre altri due, tra cui il suo, riuscirono ad ammarare in emergenza nei pressi dell'isola di Pantelleria, con morti e feriti a bordo. In totale vi fu la morte di 14 dei membri degli equipaggi, mentre sei rimasero feriti, e di 28 dei passeggeri.
Rimasto ferito gravemente Trabucchi effettuò un ammaraggio di fortuna nelle vicinanze dell'isola di Pantelleria, e si spense il giorno seguente presso l'infermeria della Regia marina dell'isola, dopo aver subito l'amputazione della gamba destra. Per onorarne il coraggio fu decretata la concessione della Medaglia d'oro al valor militare alle memoria.
Nel 1944 l'Aeronautica Nazionale Repubblicana gli intitolò l'omonimo Gruppo Trasporti (Transport-Gruppe Italien 110), unità costituita il 1º aprile a Bergamo con personale italiano, ed equipaggiata con gli S.M.82. Tale unità venne trasferita a Goslar, in Germania, il 28 giugno, e quindi mandata a Šiauliai, in Lituania nel mese di luglio. Qui il reparto rifornì le truppe germaniche impegnate a contrastare le offensive dell'Armata Rossa.
Nel 2019 gli è stata intitolata la sezione ternana dell'Associazione Arma Aeronautica.

## Onorificenze

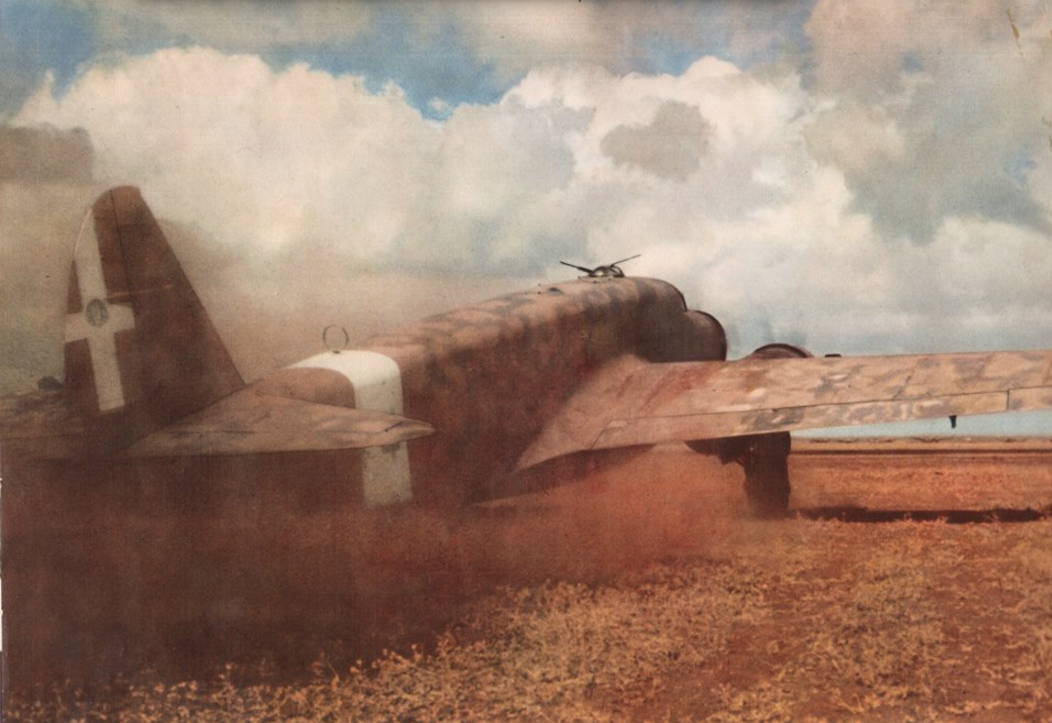
Un Savoia-Marchetti S.M.82 in fase di decollo su di un campo d'aviazione africano

### Annotazioni
1. ↑  Tra i passeggeri perirono cinque militari della Regia Aeronautica imbarcati sul velivolo del tenente Altieri, e di 17 dei 18 civili che si trovavano a bordo del velivolo del ten. Vercillo.

### Fonti
1. 1 2  Ufficio Storico dell'Aeronautica Militare 1969, p. 273.
2. ↑  Comune di Terni, anagrafe comunale, doc. n. 763 del registro nati 1908
3. ↑  Archivio Anagrafico del Comune di Terni. Atto di nascita n. 763 dei nati dell'anno 1908
4. 1 2 3 4 5  Combattenti Liberazione.
5. ↑  Comune di Terni, annotazione di morte, atto n. 703 del 16 gennaio 1943
6. 1 2 3  Brotzu, Cosolo 1975, p. 27.
7. 1 2 3  Civoli 2013, p. 65.
8. ↑  Aeronautica Militare - Storia - Sacrario
9. 1 2  Quirinale, sito istituzionale, voce Onorificenze, dettagli decorato
10. 1 2 3  Brotzu, Cosolo 1975, p. 32.
11. 1 2  Brotzu, Cosolo 1975, p. 33.
12. ↑  Aeronautica n.11, novembre 2019, p. 36.
13. ↑  Bollettino Ufficiale 1946, disp.8, pag.371 e Bollettino Ufficiale 1959, suppl.7, pag.132.